# 艾倫·狄波頓
艾倫·狄波頓 FRSL（德語：Alain de Botton，1969年12月20日—），出生於瑞士蘇黎世、毕业於剑桥大学 历史系，获伦敦大学哲学硕士，居住在英國的作家、電視節目主持及製作人。通晓英、法、德、西班牙、拉丁数种语言，他的著作及所制作的電視節目慣以哲學角度，詮釋與探討各種日常生活上所遇到的際遇。他出版的第一本小说《愛情筆記》（1993）售出了两百萬份拷贝。他的散文作品《拥抱似水年华》（1997）、《身份的焦虑》（2004）和《幸福建筑》（2006）都创出了最畅销书籍的佳绩。
他于2008联合创办了人生学校，在2009年创立了生活建筑。他在2015年被授予“叔本华奖」——墨尔本作家节的年度作家奖。

## 早年生活和家庭情况
狄波頓出生于，是杰奎琳（布尔戈尔）和吉尔伯特·德波顿之子。其父吉尔伯特出生于埃及的亚历山大，被埃及第二任总统纳塞尔驱逐出境。吉尔伯特去瑞士生活和工作，在那里他联合创办了一家投资公司“全球资产管理”，在1999年他的资产估值达2.34亿英磅。狄波頓的瑞士母亲是阿什克纳齐，他是父亲出自卡斯蒂利亚和莱昂的波顿城里的一个塞法迪犹太人家庭。
狄波頓的祖上有一位亚伯拉罕·德波顿。狄波頓的祖母是约兰德·哈默。他有一个姐妹叫米尔，他们接受的是世俗养育。艾倫12岁之前一直生活在瑞士，被教着说法语和德语。

## 学校教育
他被送往牛津龙学校寄宿，在那里英语成了他主要的语言。然后他在哈罗公学寄宿，据他自嚗当时他是个害羞的小孩。之后去了剑桥大学冈维尔与凯斯学院攻读历史（1988-1991），既而在伦敦国王学院获得了哲学硕士学位（1991-1992）。他在哈佛大学想攻读法国哲学的博士学位，但因为要为大众写书作研究而放弃。

## 寫作
狄波頓的書寫類型涵蓋多種範圍。許多正面的書評表示，狄波頓的文筆使得文學、哲學及藝術等題材為更多讀者所接受。
負面的評價則表示狄波頓多在陳述淺顯的內容 ，華而不實、缺乏重點。

### 虚构类作品
狄波頓在 1993年出版第一本小說《愛情筆記》（Essays In Love），本書闡述陷入愛河與失戀的過程。2010年，本書被導演 Julian Kemp 改編為愛情喜劇 My Last Five Girlfriends。狄波頓给此书写了本续集，出版于2016年，名字是《爱情课程》。

### 非虚构类作品
在1997年，他出版了他第一部非虚构类作品《拥抱似水年华》，此书取材于马塞尔·普鲁斯特的生活和工作内容。这本书在美国和英国两地都是最畅销书籍。
继而他在2000年出版了《哲学的慰藉》。

## 相關專案

### 人生學校
人生學校是狄波頓於 2008 年開始執行的專案，旨在教導社會大眾如何充實人生。人生學校是一個文化事業，在倫敦、巴黎、阿姆斯特丹及墨爾本皆有設點。狄波頓在接受metkere.com 專訪當中提到：
人生學校的創立宗旨是要挑戰傳統學校並重新定義知識，打破知識的既有窠臼並貼近人們的生活。溫和一點的說法就是，它要傳授我認為一般大學應該教育人們的事情：皆由文化幫助人們在生命的旅途中不至於迷惘，以及當中的智慧。

### 《藝術的慰藉》特展
2014年，狄波頓接受阿姆斯特丹國家博物館、安大略美術館及維多利亞國立美術館三所機構的邀請，以狄波頓的作品《藝術的慰藉》的內容為基礎策劃展覽。在荷蘭藝術家Irma Boom 的設計下，狄波頓與夥伴約翰·阿姆斯壯以在藝術品上粘貼便利貼的方式為其加入標題與註解的方式在阿姆斯特丹國家博物館展出。

## 出版品

### 著作
- 1993《我談的那場戀愛》（Essays In Love）小說，1994年，入围法国费米娜奖，2006年也曾以 On Love: A Novel之名出版
- 1994《爱上浪漫》（The Romantic Movement）
- 1995《吻了再說》（Kiss and Tell）
- 1997《擁抱似水年華》（How Proust Can Change Your Life）
- 2000《哲学的慰藉》（The Consolations of Philosophy ）《纽约时报》畅销书排行榜榜首作品
- 2002《旅行的藝術》（The Art of Travel）
- 2004《身份的焦虑》（Status Anxiety ）广博学识和独特视角，剖析焦虑根源，同名电视节目风靡英伦
- 2005《無聊的魅力》（On Seeing and Noticing ）
- 2006《幸福建筑》（The Architecture of Happiness ）根据英国系列电视节目“完美的家”内容撰写完成
- 2009《工作颂歌》（The Pleasures and Sorrows of Work）
- 2009《機場裡的小旅行：狄波頓第五航站日記》（A Week at the Airport）
- 2010《工作！工作！：影響我們生命的重要風景》（The Pleasures and Sorrows of Work）
- 2012《宗教的慰藉》（ Religion for Atheists: A Non-Believer's Guide to the Uses of Religion）
- 2012《如何思考性这件事》（How to Think More About Sex）
- 2013《藝術的慰藉》（Art as Therapy）
- 2014《新聞的騷動：狄波頓的深入報導與慰藉》（The News: A User's Manual）
- 2016《愛的進化論》（The Course of Love）《我談的那場戀愛》續集
- 2019《藝術的慰藉》(Art as Therapy)

### 其他
- 2017《人生問題的有益答案：偉大思想家如何解決你的煩惱》（Great Thinkers: Simple Tools from 60 Great Thinkers to Improve Your Life Today）
  - 由人生學校成員所著，狄波頓主編
- 2019《生命學院：情感教育》(The School of Life: An Emotional Education) 为生命学院撰写的论文集